# Церковь Святого Фомы (Лейпциг)
Церковь Святого Фомы, Томаскирхе (нем. Thomaskirche) — вторая по значимости церковь в Лейпциге. Церковь стала всемирно известной благодаря деятельности Иоганна Себастьяна Баха, жившего в городе долгое время и исполнявшего обязанности кантора церковного хора. В церкви находится и могила композитора.

## История
В 1212—1222 на месте старой Рыночной церкви XII века появилась церковь августинского монастыря Святого Фомы. Легенда гласит, что в 1217 году менестрель Генрих фон Морунген принёс в дар монастырю привезённые им из Индии мощи святого апостола Фомы. Церковь много раз перестраивалась и дошедшее до наших дней здание выполнено в позднеготическом стиле.
10 апреля 1496 года церковь была освящена епископом Тило фон Трота.
В 1537 году у церкви появилась башня, достигшая 68-метровой высоты после реконструкции 1702 года.
В 1539 году в истории церкви произошло памятное событие: службу в День Святой Троицы провёл известный реформатор Мартин Лютер.
В течение 27 лет, с 1723 по 1750 годы, церковным хором мальчиков руководил И. С. Бах. Этот хор был создан в 1212 году и является одним из старейших в Германии. Почётную должность кантора хора занимали в разное время и другие известные композиторы и музыканты. Памятник И. С. Баху у стен церкви был установлен в 1908 году.
Воздушная атака войск союзников 4 декабря 1943 года оставила множество следов на башне церкви. В 1949 году под бронзовой надгробной плитой в церкви были перезахоронены останки И. С. Баха. Они были обнаружены в 1894 году на кладбище при церкви Св. Иоанна во время строительных работ по расширению церкви, где и были перезахоронены в 1900 году. После разрушения этой церкви во время второй мировой войны 28 июля 1949 года, в годовщину смерти композитора, прах был перенесён в церковь Св. Фомы.
О богатой музыкальной традиции церкви св. Фомы напоминает не только установленный в 1908 году перед входом памятник Баху работы Карла Зефнера, но также более скромный старый памятник Баху середины XIX века, восстановленный памятник Мендельсону-Бартольди, фрагмент памятника Хиллеру и Баховский архив с посвящённым семье Бахов музеем.

## Архитектура
Общая длина церкви составляет 76 м, длина главного нефа — 50 м, его ширина — 25 м, а высота — 18 м.

## Органы
Церковь Святого Фомы располагает сегодня двумя концертными органами.
Один из них изготовлен Вильгельмом Зауэром (Wilhelm Sauer) в 1885—1889 году. Изначально это был романтический орган на 63 регистра, а в 1908 году их количество было увеличено до 88 распределённых между педалью и мануалами. Этот инструмент считается наиболее подходящим для исполнения немецкой романтической и постромантической органной музыки — Мендельсона, Листа, Шумана, Брамса, Регера, Карг-Элерта. Также на этом инструменте вполне возможно исполнять и сочинения И. С. Баха.
В 2000 году, благодаря специальному государственному контракту, приуроченному к 315-летию со дня рождения и 250-летию со дня смерти И. С. Баха, Геральд Вёль (Gerald Woehl) создал орган — копию инструмента, работавшего в соборе Св. Фомы в первой половине XVIII века. Стилистически этот новый инструмент является ярким представителем барочного направления органостроения. Новый орган также имеет достаточно редкую возможность переключения при помощи рычага с хорового на камерный строй.
В 2006 году в соборе появился новый инструмент Геральда Вёля — переносной орган (портатив) для исполнения бассо континуо.

## Фотографии

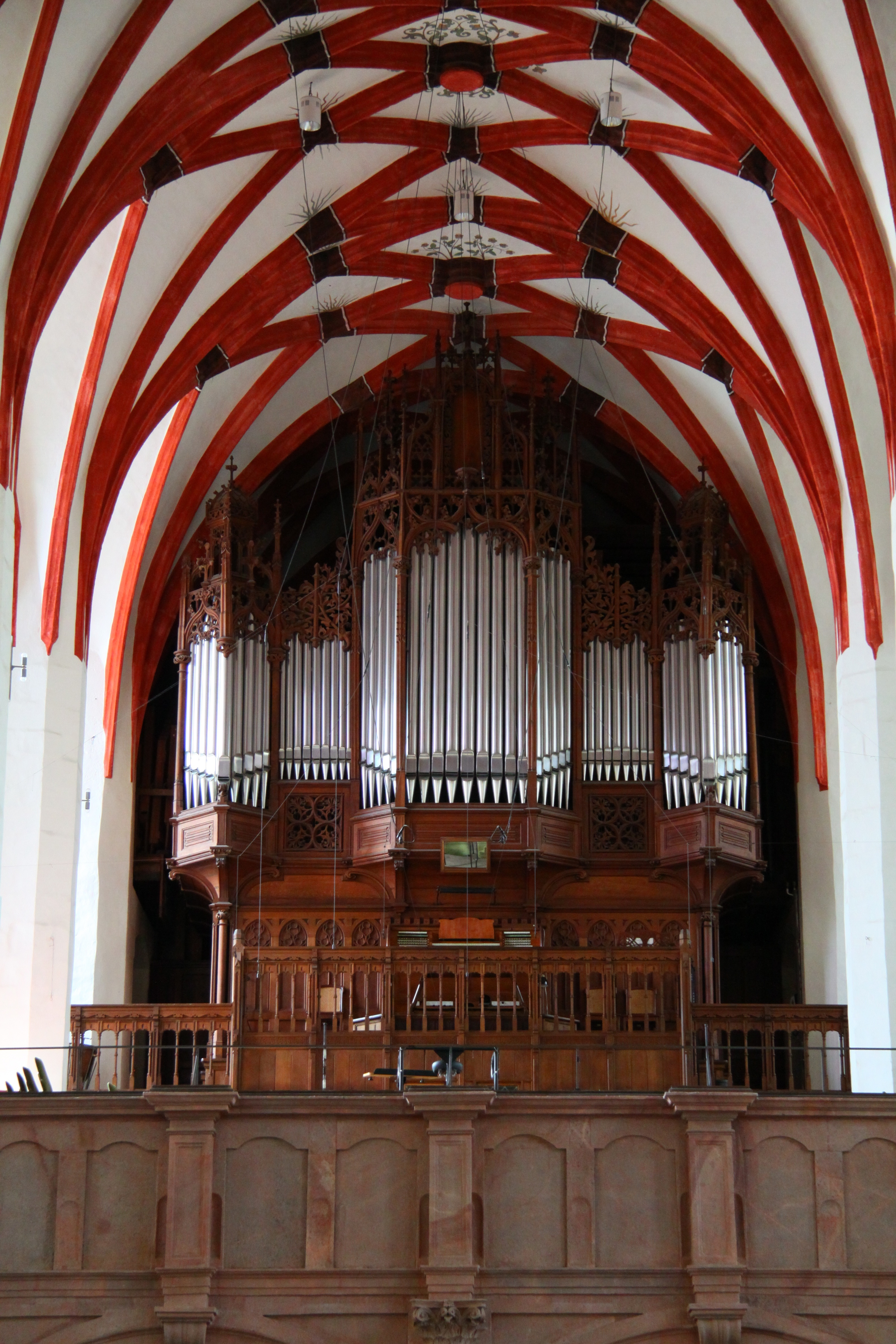
Орган Зауэра
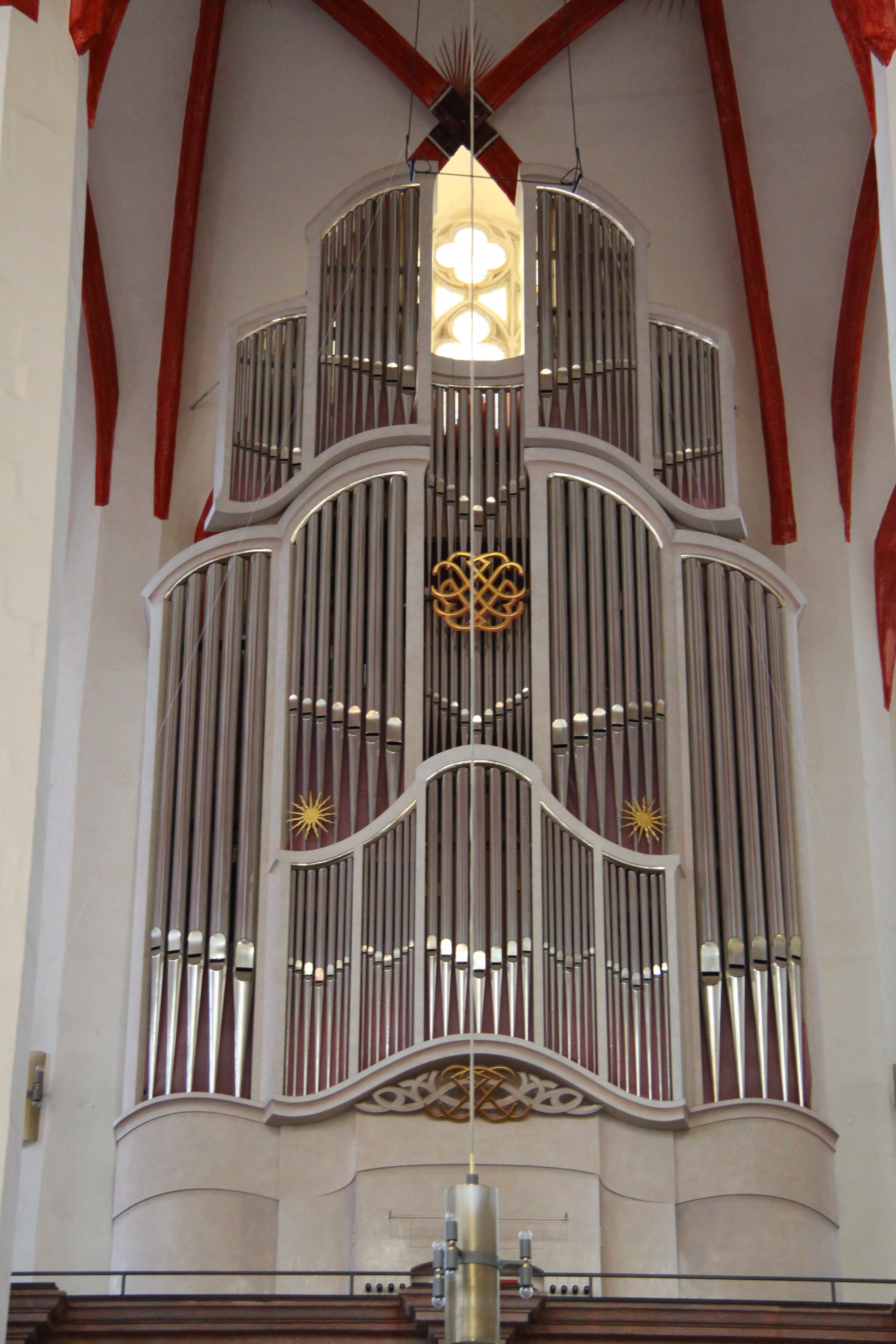
Орган Вёля
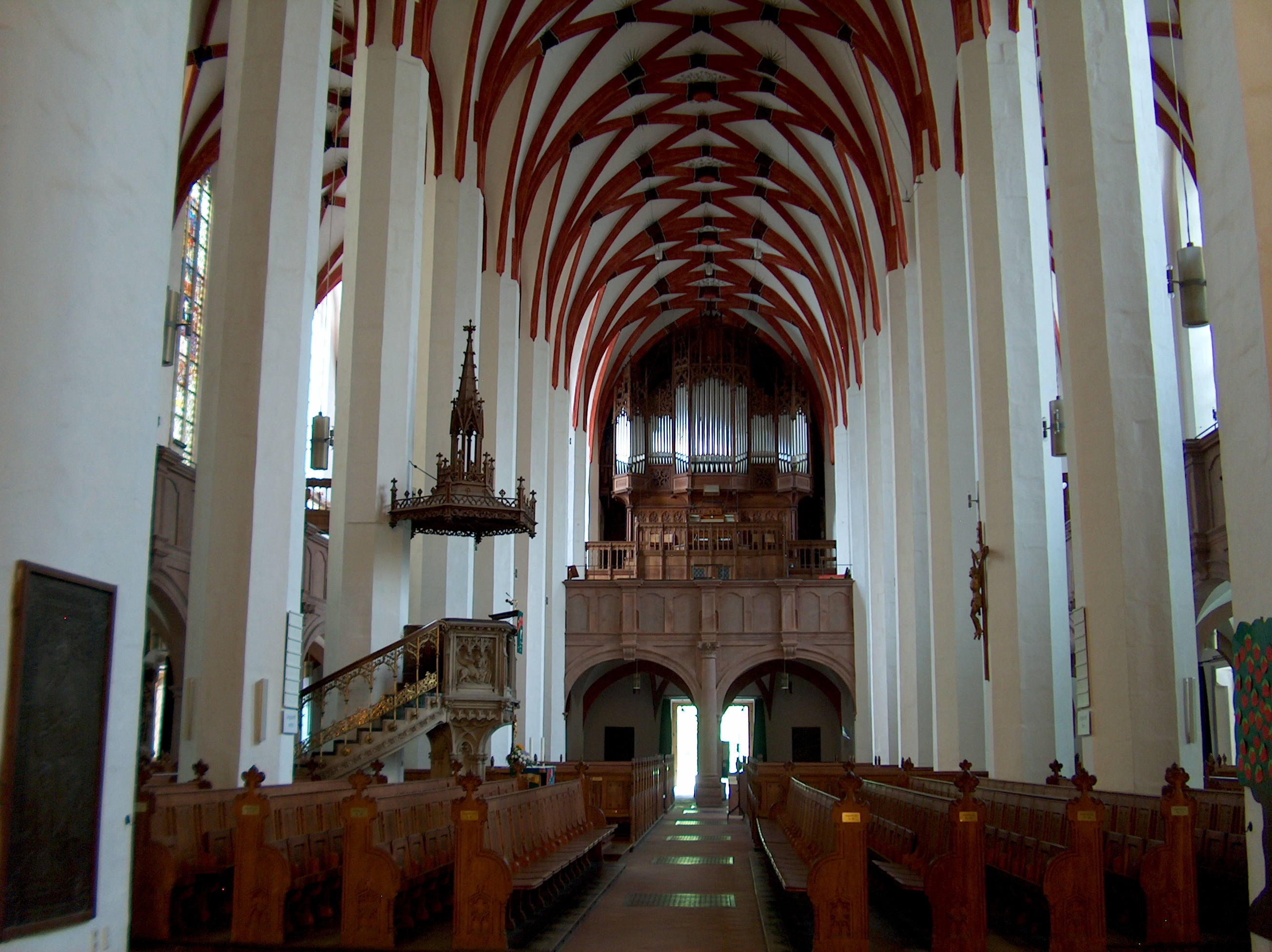
Интерьер собора с кафедрой
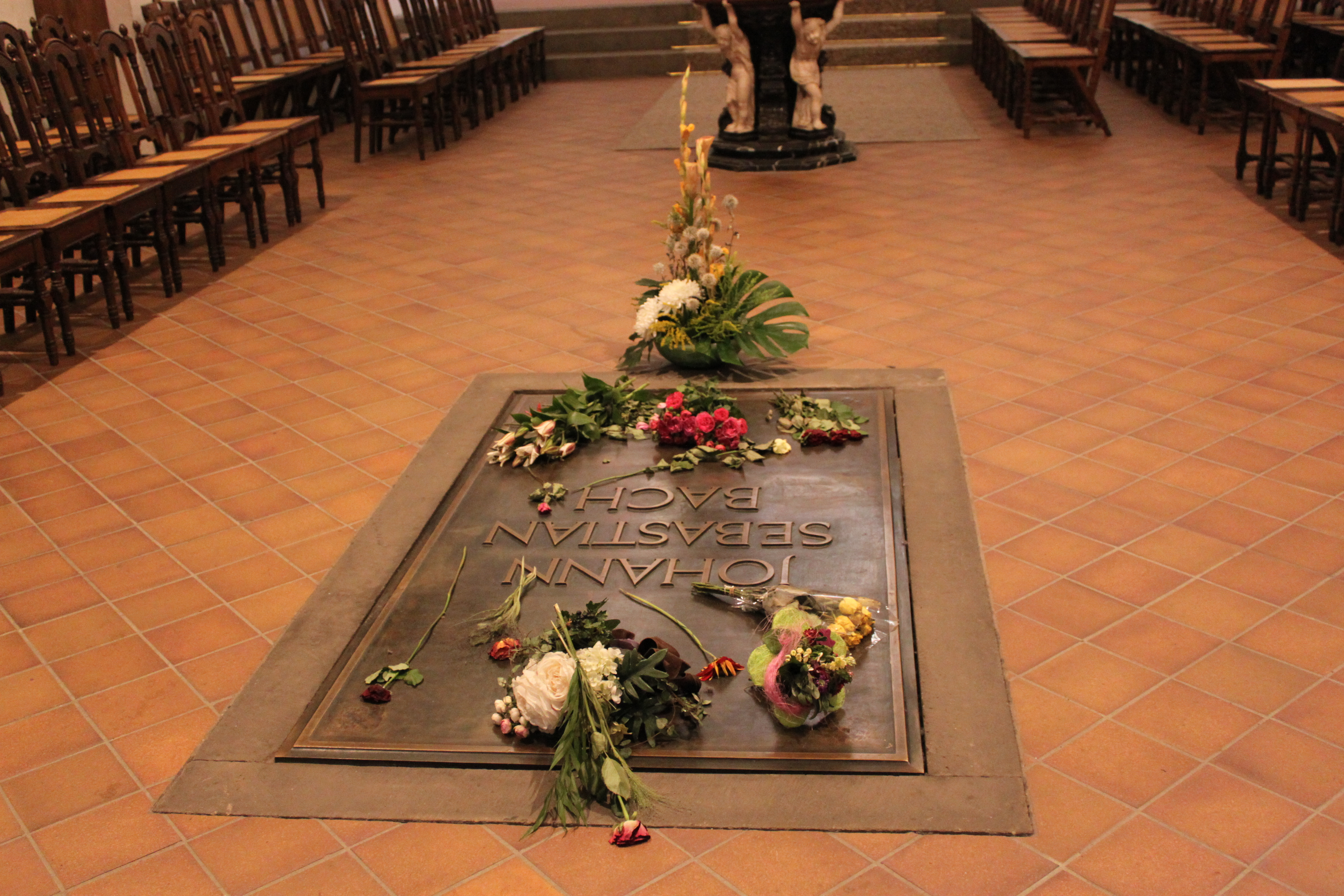
Могила Иоганна Себастьяна Баха